# Patricia Davies
Patricia Joan Davies, ook bekend als Trish Davies, (5 december 1956) is een hockeyster uit Zimbabwe. 
De Zimbabwaanse hockeyploeg kreeg zes weken voor de Olympische Spelen 1980 de gelegenheid deel te nemen aan de spelen, omdat vijf uitgenodigde landen verstek lieten gaan.
Trish Davies won met haar ploeggenoten de olympische gouden medaille. Ze speelde mee in alle vijf de wedstrijden en maakte één doelpunt.
De spelen van 1980 zijn tot op heden enige deelname van de Zimbabwaanse vrouwenhockeyploeg aan een wereldkampioenschap of Olympische Spelen geweest.

## Erelijst
- 1980 –  Olympische Spelen in Moskou